# Джованні I Корнаро
Джованні I Корнаро (італ. Giovanni I Corner) — 96-й венеційський дож у 1625—1629 роках. Уславився своїм непотизмом.

## Біографія
Належав до старовинної патрциіанської родини, однієї з так званих «дванадцяти апостольських» («Case vecchie»). Був родичем Катерини Корнаро, королеви Кіпру. Другий син Маркантоніо Корнаро з гілки Сан-Поло, що мав величезні маєтності, та Чечілії Джустініані. Родина була попалістською (підтримувала сильний вплив цекрви у державі). 10 лютого 1578 року одружився з К'ярою Дельфіно, у шлюбі з якої народилося дванадцять дітей.
1571 року увійшов до Великої ради. У 1588—1589 роках був членом Ради десяти. 1589 року стає членом Сенату (до 1593 року). У 1594—1597 роках він служив капітаном Верони. 1596 року став членом дзонти Ради десяти. У 1597 році отримав місце в Раді десяти. У 1598-1599 роках обіймав посаду проведитора аля беккері (тобто контролював м'ясників)
У 1600 році його було призначено подестою Падуї, а в 1603 році — подестою Брешії. На останній посаді проявив себе успішним приборкачем злочинністю, знищивши ключові банди в околицях. Також увійшов до «колегії мудрих» (одного з дорадчих органів Сенату). 20 вересня 1604 року призначається депозитарієм на монетному дворі, 1605 року — проведитором з нагляду за державним боргом. 1606 року став членом дзонти Сенату, у 1607—1608 роках був у складі Малої ради.
У травні 1609 року його було призначено прокуратором собору Святого Марка. Отримав у відповідальність наглядати за важливими реставраційними роботами в базиліці. 1610 року стає проведитором монетного двору. У 1611—1613 роках був проведитором Арсеналу. 1615 року змагався за посаду дожа, але програв Джованні Бембо. У 1615-1617 років під час ускокської війни керував Арсеналом, а його син Альвізе — будівництвом галер. 1618 року увійшов до ради старійшин, а потім був одним із п'яти коректорів присяги дожа, яким було доручено її переглянути. 
У 1620 і 1623 роках був одним з відповідальним за освіту в Падуанському університеті. У 1623 і 1624 роках був знову коректором присяги дожа.

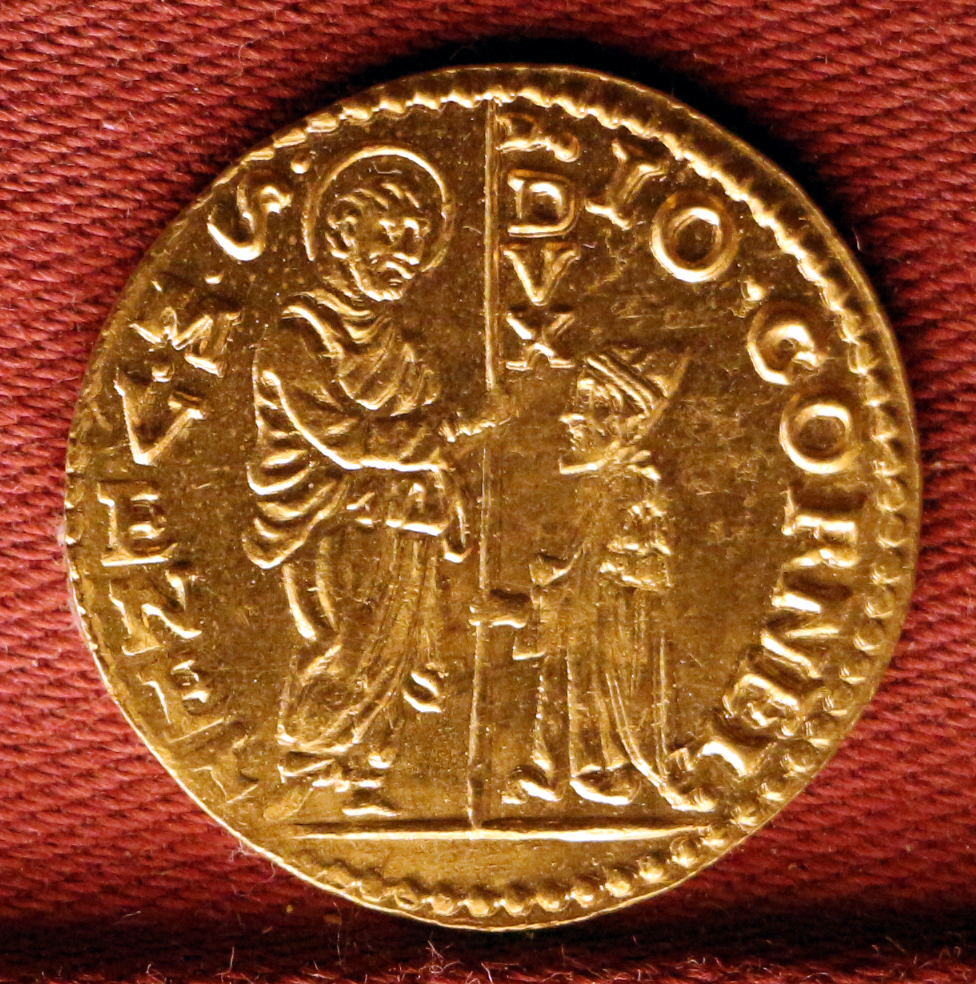
Цехін Джованні I Корнаро

4 січня 1625 року одноголосно обирається новим дожем, хоча Джованні Корнеро навіть не було в офіційному списку кандидатів. Його сини-сенатори Альвізе, Франческо і Джорджо рішуче виступали проти цього через заборону призначати дітей дожів на високі посади в уряді чи церкві.
Корнаро намагався використати становище дожа на користь своєї родини, домігшись переобранню синів Франческо і Альвізе членами Сенату. У 1626 році папа римський Урбан VIII призначив його сина Федеріко кардиналом. Цей крок зрештою був ратифікований Сенатом Венеції, але подальшу спробу призначити Федеріко Корнаро єпископом Віченци, а згодом єпископом Падуї, було заблоковано. Водночас Федеріко Корнаро став головним перемовником з Папською державою внаслідок сепаратного Мондзонського миру Франції й Іспанії у Вальтеллінській війні. 
У 1627 році Реньє Дзено, голова Ради десяти, став активним критиком Корнаро, звинувативши його в управлінні Венецією на благо власної родини, серед іншого, закриваючи очі на торгівлю контрабандними товарами своїм сином Джорджо. 27 жовтня Дзено викликав обурення на засіданні Великої ради, звинувативши родину Корнаро в корупції. Хоча вибори були анульовані, він не зміг отримати жодних подальших санкцій. 30 грудня на Реньє Дзено напали вбивці в масках, серед яких пізніше виявився Джорджо Корнаро, син дожа.
Дзено став ще більш відвертим у своїй критиці Корнаро після невдалої спроби вбивства Джорджо Корнаро. Венеція тепер розділилася на дві фракції: продожівську (пропапську) та підтримувану венеційськими олігархами, та продзенівську (антипапську) та підтримувану біднішою знаттю. 23 липня 1628 року між двома фракціями спалахнули заворушення, і до кінця життя Джованні Корнаро Республіка була охоплена громадянською війною. Уряд фактично розпався до кінця 1628 року. 
У березні 1629 року Венеція вступила у війну за мантуанську спадщину на боці Франції. Джованні Корнаро помер 23 грудня 1629 року. Він та його дружина поховані у церкві Сан-Ніколо да Толентіно.
У нього було сім синів: Маркантоніо та Лоренцо (померли у ранньому віці), Федеріко, патриціарх Венеції, Маркантоніо, священник собору Святого Марка, Франческо, майбутній дож, Альвізе, Джорджіо; шість доньок: Корнелія, вийшла заміж за Антоніо Брагадіна, Б'янка, Аврора, Крістіна, Мафіола та К'яретта (усі черниці).